# Line Bareiro
Olinda María Bareiro Bobadilla, más conocida como Line Bareiro (Asunción, 30 de agosto de 1950), es una abogada, politóloga y especialista en derechos humanos paraguaya. Entre los años 2011 a 2014, fue la primera paraguaya en integrar el Comité para la Eliminación de la Discriminación contra la Mujer de la Organización de las Naciones Unidas (Comité CEDAW), mecanismo responsable del seguimiento a la Convención sobre la Eliminación de Todas las Formas de Discriminación contra la Mujer (CEDAW, por sus siglas en inglés).

## Biografía
Line Bareiro es abogada por la Universidad Nacional de Asunción y magíster artium por la Universidad de Heidelberg, República Federal de Alemania. Su trayectoria abarca tanto el ámbito académico como el activismo en derechos humanos, democracia e igualdad de género.  Ha cofundado diversas organizaciones vinculadas a la participación ciudadana, la producción de conocimiento y el ámbito cultural. Forma parte de redes como la Coordinación de Mujeres del Paraguay (CMP), la Articulación Feminista Marcosur (AFM), la Coordinadora de Derechos Humanos del Paraguay (Codehupy), la Red Contra Toda Forma de Discriminación de Paraguay y la Red de Politólogas #NoSinMujeres.
En el ámbito académico, ha desarrollado investigaciones, conferencias y actividades docentes. Ha sido profesora en programas de posgrado en género en instituciones como el Centro de Estudios Superiores Universitarios de la Universidad Mayor de San Simón (Bolivia), la Universidad de Costa Rica, la Universidad de San Andrés (Bolivia), el Instituto Complutense de Estudios Internacionales (ICEI) de la Universidad Complutense de Madrid (España) y la Universidad Centroamericana de Nicaragua. Coordinó, en representación del Instituto Interamericano de Derechos Humanos (IIDH), la iniciativa para la ratificación en Centroamérica del Protocolo Facultativo de la CEDAW. Ha sido parte del equipo docente del curso de derechos humanos de las mujeres del Centro de Derechos Humanos de la Universidad de Chile y del curso interdisciplinario de derechos humanos del IIDH en San José, Costa Rica.
Ha publicado numerosos trabajos en libros, revistas y artículos especializados, además de gestionar un blog propio. Su producción académica ha abordado, entre otros temas, la intersección de múltiples formas de discriminación y desigualdad. Ha participado en la formulación de políticas públicas en materia de igualdad para Chile, Costa Rica, Paraguay y Uruguay, además de prestar asesoría a organismos nacionales e internacionales en su campo de especialización. Ha representado a Paraguay en diversos foros internacionales sobre derechos humanos, incluyendo la IV Conferencia Mundial sobre la Mujer en China.
Actualmente, se desempeña como investigadora en el Centro de Documentación y Estudios (CDE, Paraguay), profesora y coordinadora del seminario sobre Democracias y Estado en América Latina en el siglo XXI en la maestría virtual del Programa Regional de Formación en Género y Políticas Públicas de la Facultad Latinoamericana de Ciencias Sociales (PRIGEPP, Flacso Argentina), y directora académica del diplomado superior en género y justicia de América Latina (PRIGEPP/Flacso). También es integrante del Grupo Asesor de la Sociedad Civil en América Latina y el Caribe de ONU Mujeres, de la Asamblea General del Instituto Interamericano de Derechos Humanos y miembro honoraria de Water Lex.

## Premios
Entre sus principales distinciones se pueden destacar las siguientes:
2009: Premio Peter Benenson de Amnistía Internacional Paraguay.
2014: Premio Amanda Rorra del Instituto Nacional de las Mujeres del Uruguay.
2015: Premio Serafina Dávalos de la Junta Municipal de Asunción.
2018: Seleccionada como una de las “Cinco mujeres líderes que hacen la diferencia en la política latinoamericana” por la Revista Democrática en el lanzamiento de su primera edición en Brasilia, Brasil.